# Deirdre Murphy
Deirdre Russell Murphy-Bader (14 de janeiro de 1959 — 11 de novembro de 2014) foi uma ciclista irlandesa que competiu no ciclismo nos Jogos Olímpicos de Verão de 2000, representando a Irlanda.